# Каремера, Кароль
Кароль Умулинга Каремера (англ. Carole Umulinga Karemera; род. 1975, Брюссель) — руандийская актриса, танцовщица, саксофонистка и драматург.

## Биография
Родилась в 1975 году в Брюсселе, в семье руандийских эмигрантов. Училась в Национальной консерватории театра и танца в Брюсселе. После окончания обучения играла в театре, среди её ролей можно отметить роль Еврепиды в трагедии «Троянки» и роль в постановки пьесы «Женщина-призрак» британского драматурга Кея Адсхеда. Вскоре стала играть в кино. В период с 2000 по 2004 год снималась в главной роли в сериале «Руанда 94».
Впервые побывала в Руанде в 1996 году.
В 2005 году сыграла главную роль в фильме Рауля Пека «Однажды в апреле» о геноциде в Руанде. В том же году она решила поселиться в Кигали. Переехав в Руанду, Каремара стала организатором местных культурных проектов, включая постановку интерактивных спектаклей в барах и на улицах руандийских городов. Вместе с Сесилией Канконда она участвовала в создании интерактивного проекта «собор звука», представлявшего собой большую коллекцию аудио воспоминаний о Руанде до 1994 года В 2006 году Каремара и семь других женщин основали в Кигали Центр искусств Исхё для поддержки культуры в столице, где до этого момента не было ни одного театра.
В 2007 году сыграла в фильме «Juju Factoryу», актёрская работа была отмечена наградой за лучшую женскую роль на фестивале Cinema Africano в Италии.
В 2016 году участвовала в постановке Питера Брука «Поле битвы» по мотивам «Махабхараты». В 2018 году получила награду Les Journées théâtrales de Carthage за работу в театре в Руанде.

## Фильмография
- 2018: Knocking on Heaven’s Door
- 2009: Охотники за алмазами
- 2005: Однажды в апреле
- 2006: Когда ветер поднимает песок
- 2007: Juju Factory
- 1999: Сердце не как у других